# Aeroportul Municipal Macomb
Aeroportul Municipal Macomb (IATA: MQB, ICAO: KMQB, FAA LID: MQB) este un aeroport din Illinois, Statele Unite ale Americii. Aeroportul a fost tranzitat în 2019 de 126 de pasageri.
Situat la o altitudine de 215 m, aeroportul dispune de 2 piste.

## Infrastructură

### Piste
Aeroportul dispune de 2 piste. Pista 09/27 are suprafața de asfalt și dimensiunile 5.100 picioare × 100 picioare. Pista 18/36 are suprafața de Iarbă și dimensiunile 3.719 picioare × 190 picioare. 